# Philautus cardamonus
Espèce
Statut de conservation UICN

 EN  : En danger
Philautus cardamonus est une espèce d'amphibiens de la famille des Rhacophoridae.

## Répartition
Cette espèce est endémique de la province de Pouthisat au Cambodge.

## Description
Philautus cardamonus mesure en moyenne 19 mm.

## Étymologie
Cette espèce est nommée en référence au lieu de sa découverte, la chaîne des Cardamomes.

## Publication originale
- Ohler, Swan & Daltry, 2002 : A recent survey of the amphibian fauna of the Cardamom Mountains, southwest Cambodia with descriptions of three new species. The Raffles Bulletin of Zoology, vol. 50, no 2, p. 465-481 (texte intégral).